# 伊勢電気鉄道デハニ101形電車
伊勢電気鉄道デハニ101形電車（いせでんきてつどうデハニ101がたでんしゃ）は伊勢電気鉄道が1926年に導入した、制御電動車形式の電車である。
本項目では本形式の増備車として1927年に製造され、本系列と同等の主要機器・ほぼ同一の車体を持つデハニ111形についても併せて取り扱う。
いずれの形式も、運行終了時点では近畿日本鉄道に所属していた。

## 導入までの経緯
四日市と津を直接結び、伊勢湾中部沿岸地方への鉄道敷設を企図した伊勢鉄道（現存する第三セクター鉄道である伊勢鉄道とは無関係）は、1915年に一身田町 - 白子間を部分開業。その後も延伸を繰り返し1924年（大正13年）に津市（後の津新地） - 四日市間が開業した。しかし1924年の利用者は前年の半分まで落ち込んでいた。これは自動車や省線に旅客が転移したと考えられており、自動車に対抗するため、また電車における高頻度・高速運転を行う必要性から同社は電化を計画。1925年10月に電気動力併用認可を申請、翌1926年3月に認可された。そして1926年12月の電化完成に際し伊勢鉄道改め伊勢電気鉄道向けにデハニ121形と共に製造されたのが本系列であった。

## 車種構成
本形式およびその同系車は、以下のように構成される。
1926年11月竣工
- デハニ101形 制御電動車(Mc)
  - デハニ101 - 106

1927年8月竣工
- デハニ111形 制御電動車(Mc)
  - デハニ111 - 112

製造はいずれも川崎造船所となっている。

## 車体
両形式とも15 m級車体を持つ半鋼製車であり側面の窓配置も同じ1D'1D12D1(D'は手荷物用扉)であるが、前面の形状が両形式で異なり先に竣工したデハニ101形が非貫通3枚窓なのに対し、デハニ111形は3枚窓なのは同じながら貫通形となっている。なおどちらも両運転台車であり、またデハニ101形については手動扉となっていた。通風器はおわん型となっている。車体の塗装は当初あずき色であったが、関西急行鉄道に合併された際に緑色になっている。その後1959年ごろからは近鉄マルーンになった。

## 主要機器
両形式とも共通で、主電動機はK7-653Aで48 kWのものを4基、吊り掛け式で装架する。制御器はHL形でありブレーキは非常直通ブレーキを採用している。台車はボールドウィンA型を採用している。

## 改造・改番
伊勢電気鉄道を合併した参宮急行電鉄は、1941年に関西急行鉄道に改組した。この時に改番が行われ、デハニ101形はモニ5101形、デハニ111形はモニ5111形となった。
デハニ101形デハニ101 - 106 → モニ5101形モニ5101 - 5106
デハニ111形デハニ111 - 112 → モニ5111形モニ5111 - 5112
戦時中にモニ5101形は混雑対策として出入口より窓3つ分の座席を取り外し立席スペースとしていた。
その後1953年頃よりモニ5101形に対して更新修繕が実施されウインドウシル・ヘッダーとリベットが取れ同時にMGが取り付けられ自動扉となり、制御器はABNに、ブレーキはA動作弁の自動空気ブレーキに改造されている。モニ5111形についても、1957年にモニ5112が、1959年にモニ5111が更新修繕を受けた。この時の更新内容はモニ5101形と異なり、両運転台のままにする一方荷物室を撤去し、乗務員室扉と雨どいが設置されている(ウインドウシル・ヘッダーとリベットの除去も実施)。なお、改造時期の違いから窓配置が異なり、改造後は5111がd2D9D2d、5112がdD13Ddとなっている。また、この時モニ5101形と同じく制御器をABNに変更している。これによりモニ5111形はモ5111形に形式変更となった。
モニ5111形モニ5111 - 5112 → モ5111形モ5111 - 5112
1957年からはモニ5101形に対して客室側の運転台を撤去する片運転台化と撤去した側の貫通形への改造が実施された。またこの時撤去した運転台側、および戦時中に撤去された客用扉近辺の立席スペースの部分に座席を増設している。
また詳細な改造時期は不明であるがモ5111形については1960年頃までにブレーキをA動作弁の自動空気ブレーキに改造している。
1964年にはモニ5101形の前照灯をシールドビームへ変更、2灯化されている。

## 運用・廃車
両形式とも伊勢電気鉄道本線において運用され、合併後も名古屋線系統で使用された。モニ5101形は当初単行運転であったが、1943年に吉野線から転じたク5421形と2両編成を組んでいる。モニ5101形・モ5111形とも1959年の名古屋線改軌では標準軌化の対象外とされ、モニ5101形は養老線に転属、モ5111形は狭軌のままで残った伊勢線において使用された。その後伊勢線の廃止に伴いモ5111形も養老線に転属となった。そして両形式とも養老線のATS導入に伴い、1970年11月モニ5101・5103 - 5105・モ5112、12月にモニ5102、1971年4月にモ5111、10月にモニ5106が廃車となり形式消滅した。